# Emeus crassus
Il moa orientale (Emeus crassus) è una specie estinta di moa, l'unica specie ascritta al genere Emeus.
Era alto circa un metro e mezzo; le piume erano simili a peli e di colore beige.
La caratteristica di quest'animale erano i piedi, eccezionalmente grandi rispetto al corpo, che rendevano l'animale piuttosto lento.
Proprio a causa di questa sua lentezza, quest'animale fu cacciato dai primi colonizzatori della Nuova Zelanda fino all'estinzione.
Inizialmente questa specie era divisa in due specie: Emeus huttoni ed Emeus crassus; tuttavia, della prima venivano ritrovati unicamente maschi, della seconda unicamente femmine.
Si diffuse perciò l'ipotesi secondo la quale le due specie fossero in realtà i due sessi di un'unica specie, come infatti poi gli esami del DNA hanno confermato.